# Synagoga Piaskowa w Gródku
Synagoga Piaskowa w Gródku – nieistniejąca synagoga znajdująca się w Gródku, przy ulicy Michałowskiej, dawniej zwanej Zabłudowskich.
Synagoga została zbudowana na przełomie XIX i XX wieku. W okresie międzywojennym przeszła gruntowny remont. Podczas II wojny światowej, po wkroczeniu wojsk niemieckich do Gródka w 1941 roku synagoga została zdewastowana. W 1943 roku została spalona. Po zakończeniu wojny nie została odbudowana, a teren po niej włączono w skład parku.
Murowany budynek synagogi wzniesiono na planie prostokąta. Jedynym charakterystycznym elementem synagogi był ozdobnikowo potraktowany fronton i szczyt dwuspadowego dachu.